# 7854 Лаотсе
7854 Лаотсе (7854 Laotse) — астероїд головного поясу, відкритий 17 жовтня 1977 року.
Тіссеранів параметр щодо Юпітера — 3,594.